# Le New York Times à un prix spécial
Le New York Times à un prix spécial (titre original : The New York Times at Special Bargain Rates) est une nouvelle de Stephen King publiée pour la première fois en 2008 dans le mensuel The Magazine of Fantasy & Science Fiction, puis incluse dans le recueil Juste avant le crépuscule la même année.

## Résumé
Annie reçoit un appel téléphonique de son mari, décédé deux jours plus tôt dans un accident d'avion.